# 迪內亞島
62°26′40″S 59°55′09″W / 62.44444°S 59.91917°W
迪內亞島（Dinea Island），是南極洲的島嶼，位於南設得蘭群島的格林尼治島北岸，處於阿普里洛夫角西北面1.35公里、米萊蒂奇角東北面0.84公里、卡比萊島以東0.88公里和翁格利島西南面2公里，長0.29公里、寬0.13公里，以保加利亞東北部城鎮命名，現時由南極條約體系管理。